# (1467) Mashona
(1467) Mashona – planetoida należąca do zewnętrznej części pasa głównego asteroid okrążająca Słońce w ciągu 6 lat i 77 dni w średniej odległości 3,38 au. Została odkryta 30 lipca 1938 roku w Union Observatory w Johannesburgu przez Cyrila Jacksona. Nazwa planetoidy pochodzi od Mashonów, ludu zamieszkującego tereny dzisiejszego Zimbabwe. Przed nadaniem nazwy planetoida nosiła oznaczenie tymczasowe (1467) 1938 OE.